# نيكولا بينيديتي
نيكولا جوي نادية بينيديتي (من مواليد 20 يوليو 1987) هي عازفة كمان كلاسيكية إيطالية اسكتلندية. تم الاعتراف بقدرتها عندما كانت طفلة، بما في ذلك جائزة بي بي سي لأفضل موسيقي شاب وهي في 16 عامًا من عمرها، عملت مع فرق أوركسترا في أوروبا وأمريكا وكذلك مع أليكسي غرينيوك، عازف البيانو المعتاد. منذ عام 2012، وهي تعزف على الكمان غارييل ستراديفاريوس. في عام 2019، أسست مؤسسة بينيديتي الخيرية لتعليم الموسيقى، وأصبحت أول امرأة تقود مهرجان إدنبرة الدولي عندما تم تعيينها مديرة للمهرجان في 1 أكتوبر 2022.
تم تكريمها عضوًا في وسام الإمبراطورية البريطانية (MBE) في مرتبة الشرف لخدماتها للموسيقى والأعمال الخيرية عام 2013، وانتُخبت زميلًا فخريًا للجمعية الملكية في إدنبرة في مارس 2017. تم إدراج إسمها ضمن قائمة بي بي سي 100 امرأة عام 2015. في عام 2022 تم تعيينها رئيسة فخرية للمعهد الملكي في اسكتلندا (RCS).

## روابط خارجية
- الموقع الرسمي